# Karkovány Ákos
Karkovány Ákos, Karkovány Ákos Henrik János (Tiszaroff, 1875. március 8. – Magyaróvár, 1939. január 26.) gépészmérnök, gazdasági akadémiai tanár.

## Életútja
Karkoványi Gyula és Gazdik Ottília fiaként született, 1875. március 18-án keresztelték Kunhegyesen. Budapesten a Műegyetemen szerzett gépészmérnöki diplomát 1897-ben, majd ugyanitt tanított. Szinte egész Nyugat-Európát bejárta, itthon gépbemutatókat, versenyeket, kiállításokat szervezett. 1932-ben Magyaróvárra került, ahol a Magyaróvári Magyar Királyi Gazdasági Akadémia Műszaki Tanszéke és a vele kapcsolatos Országos Gazdasági Gépkísérleti Állomás vezetőjévé nevezték ki. Különös jelentőséget tulajdonított a gépvizsgálatoknak. A tevékeny élet 64 éves korában ért véget, 1939. január 26-án Magyaróváron szívszélhűdésben meghalt. A tiszaroffi temetőben nyugszik. Síremléke az 1990-es évek végén a tiszaroffi temetőből Magyaróvárra, a Gazdasági Akadémia zárt sírkertjébe került.